# TV Land
TV Land (ursprünglich: Nick at Nite’s TV Land (1996)) ist ein US-amerikanisches Kabelfernsehen-Network, welches zum Mediennetzwerk der ViacomCBS Networks International gehört und von ViacomCBS Domestic Media Networks betrieben wird.

## Programmgeschichte
Anfangs zeigte der Sender alte Serienklassiker, welche hauptsächlich zwischen den Jahren 1960 und 2000 ausgestrahlt wurden, zum Beispiel Alle lieben Raymond. Mittlerweile sendet er jedoch auch eigenproduzierte Serien sowie Realityserien und Filme.
Im Jahr 2010, 14 Jahre nach seiner Gründung, begann der Sender erstmals, selbst Serien zu produzieren. Die erste in Auftrag gegebene Serie war die Sitcom Hot in Cleveland, deren erste Folge von 4,75 Millionen Menschen gesehen wurde, womit die Serie die höchste Einschaltquote in der Geschichte des Senders erreichte. Da der Erfolg der Serie auch in den folgenden Jahren anhielt, gab TV Land 2012 ein Spin-off zur Serie in Auftrag. The Soul Man feierte im Juni 2012 Premiere. Bereits 2011 wurden drei weitere Sitcoms produziert. Retired at 35 wurde erstmals am 19. Januar 2011 ausgestrahlt, die Premieren von Happily Divorced, welche auf Fran Dreschers Leben beruht, und The Exes folgten im Juni und November desselben Jahres. 2013 folgte die Serie Kirstie sowie im Juni 2014 Jennifer Falls. Ende März 2015 startete die Serie Younger auf dem Sender. Am 3. Juni 2015 endete die Serie Hot in Cleveland nach sechs Staffeln und 128 Episoden.

## Sendungen (Auswahl)
- 2010–2015: Hot in Cleveland
- 2011–2015: The Exes
- 2011–2012: Retired at 35
- 2011–2013: Happily Divorced
- seit 2012: The Soul Man
- 2013–2014: Kirstie
- 2014: Jennifer Falls
- 2015–2016: Impastor
- 2015–2020: Younger

## TV Land Awards
Die TV Land Awards war eine von 2003 bis 2012 jährlich stattfindende Veranstaltung, die an Serien und deren Schauspieler auch noch nach deren Einstellung Preise in verschiedenen Kategorien vergibt.